# 1933 год в истории общественного транспорта
В этой статье перечисляются основные события из истории общественного транспорта (прежде всего трамваев, троллейбусов и автобусов) в 1933 году. Информация об истории метрополитенов и железнодорожного транспорта находится в отдельных статьях.

## События

### СССР

#### РСФСР
- 15 ноября — открыто троллейбусное движение в Москве — первой троллейбусной системы на территории СССР.

- 7 ноября — открыто трамвайное движение в Дзержинске.
- 30 ноября — открыто трамвайное движение в Новокузнецке.
- Прекращено движение конки в городе Ирбит[источник не указан 1706 дней].

### В мире

#### Австралия
- 1 октября — открыто троллейбусное движение в городе Перт.

#### Великобритания
- 13 мая — открыто троллейбусное движение в городе Бурнемут.
- 4 декабря — открыто троллейбусное движение в городе Гаддерсфилд.

#### Венгрия
- 16 декабря — открыто троллейбусное движение в городе Будапешт.

#### Германия
- 24 декабря — в очередной раз возобновлено троллейбусное движение в городе Берлин[значимость факта?].

#### Италия
- 21 апреля — открыто троллейбусное движение в городе Венеция.
- 28 октября — открыто троллейбусное движение в городе Милан.

#### Канада
- 12 сентября — прекращено трамвайное движение на электрической тяге в городе Труа-Ривьер.

#### США
- 23 апреля — открыто троллейбусное движение в городе Дайтон.
- 3 декабря — открыто троллейбусное движение в городе Колумбус

#### Франция
- 22 января — открыто троллейбусное движение в городе Руан.